# Меланион
Меланион је у грчкој митологији био Амфидамантов син и Аталантин супруг.

## Етимологија
Његово име има значење „црни домородац“.

## Митологија
Меланион се помиње у старијем предању и он је био задивљен ловачком вештином Аталанте, кћерке Јаса и Климене, која је иначе избегавала људе и била Артемидина пратиља. Меланион је мрзео жене, али није могао да одоли Аталанти, па ју је следио све док она није пристала да се уда за њега. Према Хесиоду, Аполодору и Овидију, Аталанта је приређивала трке за своје просиоце и уколико би изгубили, изгубили би и живот. Меланион је молио Афродиту да му помогне и она му је дала три златне јабуке (његово име је, према неким изворима и изведено од речи „јабука“), које је приликом трке он бацио. Аталанта је застала да их покупи, што ју је успорило и омогућило му да је победи. Тако су се венчали и имали сина Партенопеја. Према једној причи, Делфско пророчиште је упозорило Аталанту да се не удаје. Зато је она и дала услов својим удварачима да се трка са њима, уверена да је неће победити. Пошто је то Меланиону успело, ипак се удала, али их је пророчанство сустигло. Када су једном пролазили крај Зевсовог храма, Меланион је успео да је убеди да уђу унутра, како би тамо водили љубав. Зевс, расрђен због овог скрнављења, претворио их је у лавове. Чланови клана лавова нису ступали у међусобне бракове, већ са члановима клана леопарда, па им је тако љубав била ускраћена. Помиње се и да је ту казну спровела Афродита; Аталанта је била кажњена јер је желела да остане девица, а Меланион јер није показао захвалност за златне јабуке. У каснијим предањима, Аталантин супруг је био Ареј или Мелеагар. Према неким изворима, Меланион је иста личност као и Хипомен.

## Тумачење
Према Роберту Гревсу, митови о Меланиону су настали тумачењем икона. Аталантина трка са Меланионом је вероватно изведена са иконе која је приказивала осуђеног краља са златним јабукама у рукама, кога богиња гони у смрт. Друга икона је приказивала Артемиду са два лава, као на вратницама Микене и на неколико печата из тог града и са Крита. Верзија овог мита је изгледа старија из два разлога. Најпре, представљен је Схојнеј, Аталантин отац, како стоји уместо Схојниде, што је назив за Афродиту, а такође се овде Зевс не помиње. Описујући чиме је кажњен љубавни пар, митограф је погрешно протумачио Плинијеве речи. Према Плинију, лавови строго кажњавају лавице кад се паре са леопардима. Тим детаљем је, изгледа, приказано једно старо егзогамско правило по коме чланови истог тотемског клана нису могли да ступе у брачне односе са члановима другог клана, па чак ни кад су припадали истом братству, тако да чланови лављег и клана леопарда нису могли да се међусобно венчавају, баш као што ни чланови клана тотема јагњета нису могли да се жене или удају за чланове клана тотема козе у Атини.

## Друге личности
Меланион се помињао и као син Фрикса и Халкиопе. Недалеко од малог Арејевог острва, где су обитавали Аргонаути, страховита бура је на обалу донела бродоломнике, баш у близини њиховог логора. Бродоломници су били из Еолије и њихова имена су била Китизор, Аргеј, Фронтид и Меланион, за које се испоставило да су блиски рођаци многим Аргонаутима. Они су доживели бродолом на свом путу за Грчку, куда су пошли да траже своје право на орхоменску краљевину њиховог деде Атаманта. Јасон их је топло поздравио и сви заједно су принели жртве црном камену у храму Ареја, који је подигла Амазонка Антиопа и на њему једном жртвовала коње. Када им је Јасон објаснио свој задатак, браћа су се нашла у недоумици. Иако су дуговали оданост успомени на свог оца, они су се бојали да свом деди ускрате златно руно. Ипак, одлучили су да се придруже својим рођацима који су им спасли животе.